# Взвоз (Рязанская область)
Взвоз — деревня в Клепиковском районе Рязанской области. Входит в состав Екшурского сельского поселения.

## География
Находится в северной части Рязанской области на расстоянии приблизительно 7 км на юг-юго-восток по прямой от районного центра города Спас-Клепики на левобережье реки Пра.

## История
На карте 1850 года показана как поселение с 22 дворами. В 1859 году здесь (тогда деревня Рязанского уезда Рязанской губернии) было учтено 24 двора, в 1897 — 57.

## Население
Численность населения: 123 человека (1859 год), 383 (1897), 6 в 2002 году (русские 100 %), 7 в 2010.